# Amt Dömitz-Malliß

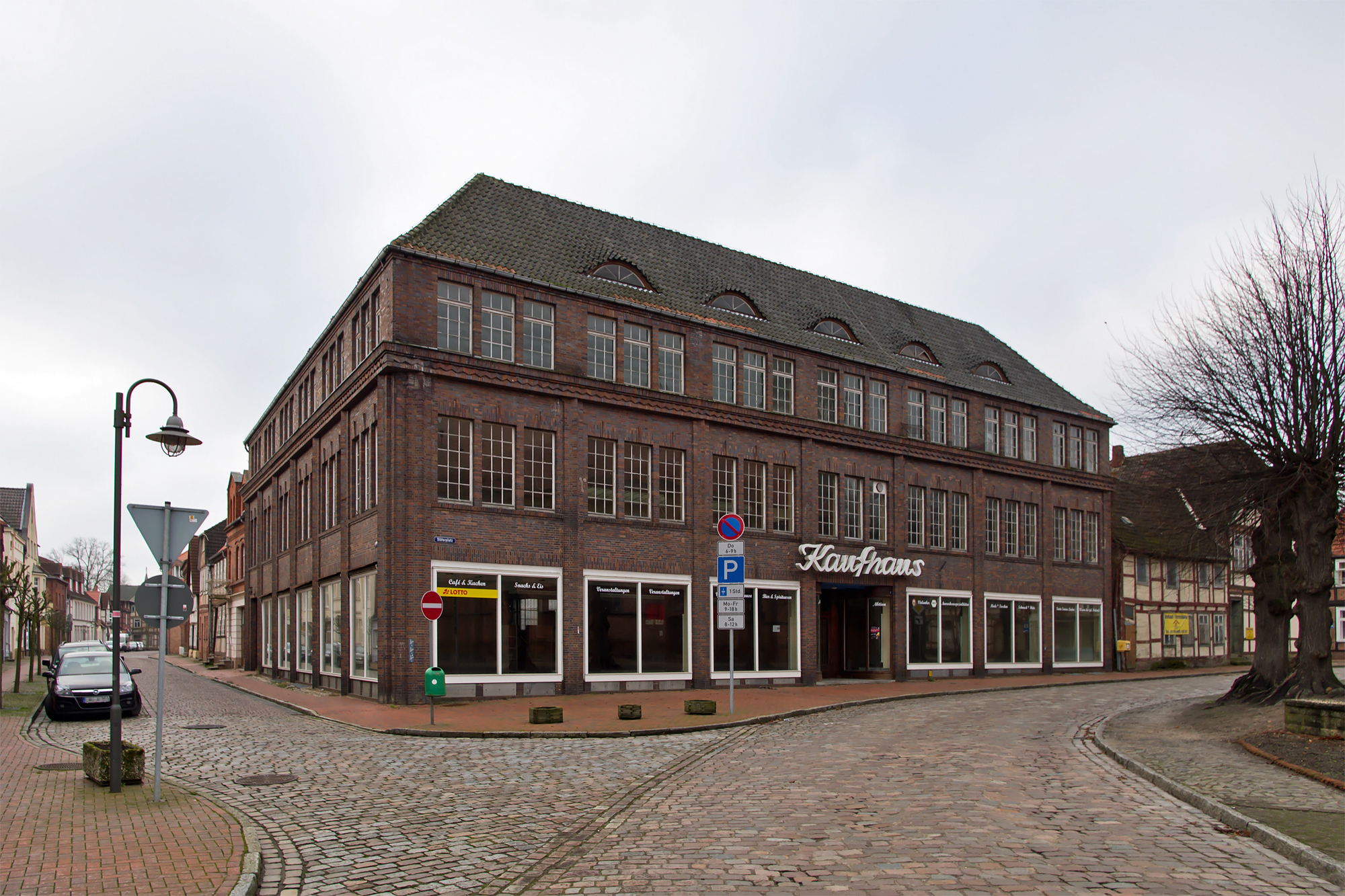
Das historische Kaufhausgebäude in Dömitz (Foto von 2014) dient seit Juli 2022 als zentraler Sitz der Amtsverwaltung Dömitz-Malliß

Im Amt Dömitz-Malliß wurden sechs Gemeinden und die Stadt Dömitz als Amtssitz zur Erledigung ihrer Verwaltungsgeschäfte zusammengeschlossen. Das Amt liegt im Südwesten des Landkreises Ludwigslust-Parchim in Mecklenburg-Vorpommern und grenzt im Westen und Süden an die Bundesländer Niedersachsen und Brandenburg.
Das Amt wurde am 13. Juni 2004 aus den ehemaligen Ämtern Dömitz und Malliß gebildet. Die Gemeinde Gorlosen kam dabei zum Amt Grabow-Land.
Dömitz ist eine der beiden mecklenburgischen Städte, die an der Elbe liegen. Von hier aus verbindet die Müritz-Elde-Wasserstraße die Elbe mit der Müritz und der oberen Havel.
Die Amtsverwaltung befindet sich seit 2022 im historischen Konsumkaufhausgebäude.

## Die Gemeinden mit ihren Ortsteilen
- Stadt Dömitz mit Groß Schmölen, Heidhof, Klein Schmölen, Polz und Rüterberg
- Grebs-Niendorf mit Grebs, Menkendorf, Niendorf an der Rögnitz und Schlesin
- Karenz
- Malk Göhren mit Liepe und Neu Göhren
- Malliß mit Bockup, Conow, Kamerun und Probst Woos
- Neu Kaliß mit Heiddorf, Kaliß und Raddenfort
- Vielank mit Alt Jabel, Hohen Woos, Laupin, Neu Jabel, Tewswoos, Woosmer und Woosmer Hof

## Politik

### Wappen, Flagge, Dienstsiegel
Das Amt verfügt über kein amtlich genehmigtes Hoheitszeichen, weder Wappen noch Flagge. Als Dienstsiegel wird das kleine Landessiegel mit dem Wappenbild des Landesteils Mecklenburg geführt. Es zeigt einen hersehenden Stierkopf mit abgerissenem Halsfell und Krone und der Umschrift „AMT DÖMITZ-MALLIß“.

### Partnerschaft
Das Amt Dömitz-Malliß pflegt seit 2001 eine Partnerschaft mit der Landgemeinde Białogard (Belgard) in der polnischen Woiwodschaft Westpommern.